# 異質網路
異質網路（英語：Heterogeneous network）是一種網路系統，這個系統由不同作業系統和/或執行不同協定的電腦所組成。舉例來說，連接微软公司Windows操作系统，Linux和苹果电脑麦金塔电脑的區域網路便是異質網路。

## 参看
- 互操作性